# Epiplema asinina
Epiplema asinina är en fjärilsart som beskrevs av W. Warren 1905. Epiplema asinina ingår i släktet Epiplema och familjen Uraniidae. Inga underarter finns listade i Catalogue of Life.